# Lepus habessinicus
La liebre de Etiopía (Lepus habessinicus) es una especie de mamífero lagomorfo de la familia Leporidae. Está casi totalmente restringida a las naciones del Cuerno de África, aunque se extiende marginalmente al este de Sudán y también puede encontrarse en el extremo norte de Kenia. Se ha sugerido que debe considerarse conspécifica con la liebre del Cabo, pero se considera una especie separada basada en la (presunta) simpatría en sus distribuciones.

## Descripción
La liebre de Etiopía se asemeja a otras liebres en su aspecto general, con los miembros largos y las orejas grandes. Crece hasta una longitud, de cabeza y cuerpo, de entre 40 y 55 cm. La piel es suave y densa. Las partes superiores son gris plateado, con algo de negro en el hombro, espalda y grupa. Los pelos en la espalda son de aproximadamente 2 cm de largo y tienen un eje blanco grisáceo, luego una banda negra rematada por una banda de color blanco o pálido, y a menudo una punta negra. Los flancos son más pálidos, teniendo los pelos individuales ejes blancos. Las partes inferiores son blancas, la piel es menos densa que en la espalda. Una delgada banda canela separa los flancos de las partes inferiores. La barbilla es blanquecina. Las orejas son muy grandes, de color marrón plateado externamente y de color blanquecino en el interior. Hay un margen negro alrededor de las puntas de las orejas y una franja blanca alrededor de las partes inferiores del margen. La cola es de 8,5 cm de largo, negra por encima y por debajo blanca.

## Distribución y hábitat
La liebre de Etiopía es endémica del Cuerno de África, estando presente en Yibuti, Eritrea, Etiopía, Somalia y Sudán. Se encuentra en la sabana, praderas y estepas, así como en condiciones desérticas y semiáridas donde existe una vegetación exuberante para cobijarse. Se pueden encontrar a altitudes de aproximadamente 2.000 m , e incluso más alto en Etiopía.